# Qualificazioni alla CONCACAF Women's Championship 1998
Le qualificazioni alla CONCACAF Women's Championship 1998 sono iniziate il 28 agosto 1998 e vedono la partecipazione di 9 squadre, con due formazioni già ammesse direttamente alla fase finale.

## Nord America
Due squadre della North American Football Union sono ammesse direttamente alla fase finale mentre gli Stati Uniti non hanno preso parte al torneo in quanto già qualificati al campionato mondiale femminile di calcio in qualità di paese organizzatore:
- Canada
- Messico

## Centro America
Il torneo di qualificazione si è giocato in Guatemala dal 19 al 25 luglio 1998 ed è stato vinto dai padroni di casa del Guatemala dopo aver sconfitto Haiti 1–0 nella partita finale. Guatemala, Haiti e Costa Rica si sono qualificate per la fase finale.

### Gruppo A
| Pos. | Squadra     | Pt | G | V | N | P | GF | GS | DR  |
| ---- | ----------- | -- | - | - | - | - | -- | -- | --- |
| 1.   | Haiti       | 6  | 2 | 2 | 0 | 0 | 9  | 2  | +7  |
| 2.   | Costa Rica  | 3  | 2 | 1 | 0 | 1 | 17 | 2  | +15 |
| 3.   | Guatemala B | 0  | 2 | 0 | 0 | 2 | 1  | 24 | -23 |

| Data       | Partita    | Partita | Partita     |
| ---------- | ---------- | ------- | ----------- |
| 19-07-1998 | Costa Rica | 17 - 0  | Guatemala B |
| 21-07-1998 | Haiti      | 2 - 0   | Costa Rica  |
| 23-07-1998 | Haiti      | 7 - 1   | Guatemala B |

### Gruppo B
| Pos. | Squadra     | Pt | G | V | N | P | GF | GS | DR  |
| ---- | ----------- | -- | - | - | - | - | -- | -- | --- |
| 1.   | Guatemala   | 6  | 2 | 2 | 0 | 0 | 15 | 1  | +14 |
| 2.   | El Salvador | 1  | 2 | 0 | 1 | 1 | 2  | 5  | -3  |
| 3.   | Honduras    | 1  | 2 | 0 | 1 | 1 | 1  | 12 | -11 |

| Data       | Partita     | Partita | Partita     |
| ---------- | ----------- | ------- | ----------- |
| 19-07-1998 | Guatemala   | 11 - 0  | Honduras    |
| 21-07-1998 | El Salvador | 1 - 1   | Honduras    |
| 23-07-1998 | Guatemala   | 4 - 1   | El Salvador |

### Finale terzo posto
| Data       | Partita    | Partita | Partita     |
| ---------- | ---------- | ------- | ----------- |
| 25-07-1998 | Costa Rica | 5 - 1   | El Salvador |

### Finale
| Data       | Partita   | Partita | Partita |
| ---------- | --------- | ------- | ------- |
| 25-07-1998 | Guatemala | 1 - 0   | Haiti   |

## Caraibi
Il turno di qualificazione caraibico consisteva in partite di andata e ritorno. Tuttavia non è chiaro se Martinica e Porto Rico si siano qualificate automaticamente o se le loro avversarie designate si siano ritirate.
| Squadra 1         | Totale | Squadra 2 | Andata | Ritorno |
| ----------------- | ------ | --------- | ------ | ------- |
| Trinidad e Tobago | 15 - 1 | Guyana    | 7 - 0  | 8 - 1   |
| Haiti             | n .d.  | Bahamas   |        |         |

Guatemala, Costa Rica, Haiti, Martinica e Trinidad e Tobago qualificate alla fase finale.